# Văcari & Extratereștri
Văcari & Extratereștri (original în lb. engleză "Cowboys & Aliens") este un film western științifico-fantastic din 2011 regizat de Jon Favreau după un scenariu de Damon Lindelof, Alex Kurtzman, Roberto Orci, Mark Fergus și Hawk Ostby. În film apar Daniel Craig, Harrison Ford și Olivia Wilde

## Povestea
În 1873, în New Mexico, un singuratic anonim (Daniel Craig), se trezește fără nicio amintire și cu o brățară metalică ciudată legată de încheietura mâinii. El ajunge în Absolution, un orășel unde Percy Dolarhyde face legea. Tatăl lui Percy este colonelul Dolarhyde (Harrison Ford), un crescător de animale bogat și foarte influent. Șeriful îl identifică pe străin ca fiind Jake Lonergan, un răufăcător căutat și încearcă să-l aresteze. Jake este pe punctul de a scăpa, dar o femeie misterioasă pe nume Ella (Olivia Wilde) îi taie calea. 
Dar în orășel apar extratereștrii și încep să răpească unul câte unul dintre locuitorii săi. Pistolarul misterios este singura lor salvare, dar el trebuie să-și amintească cine este și pe unde a hoinărit până în acel moment.

## Distribuție
- Daniel Craig - Jake Lonergan, un nelegiuit amnezic
- Harrison Ford - Colonelul Woodrow Dolarhyde
- Olivia Wilde - Ella Swenson, o călătoare misterioasă care îl ajută pe Lonergan.
- Sam Rockwell - Doc, doctorul orașului și proprietarul salonului local din Absolution
- Noah Ringer - Emmett Taggart, nepotul lui John Taggart.
- Paul Dano - Percy Dolarhyde, fiul cu probleme al lui Woodrow.
- Clancy Brown - Meacham, predicatorul din Absolution
- Keith Carradine - Șeriful John Taggart, șeriful din Absolution.
- Adam Beach - Nat Colorado, nativ american, mâna dreaptă a lui Dolarhyde.
- Abigail Spencer - Alice, dragostea pierdută a lui Jake.
- Ana de la Reguera - María, lucrează la salonul din Absolution și este soția lui Doc.
- Buck Taylor - Wes Clairbourne, un bandit care îl amenință pe Jake.
- Walton Goggins - Hunt, un bandit și prieten cu Lonergan.
- Julio Cedillo - Bronc, un bandit mexican.
- David O'Hara - Pat Dolan, fostul membru al bandei lui Lonergan.
- Toby Huss - Roy Murphy
- Raoul Trujillo - Black Knife, șeful Chiricahua Apache.
- Paul Ortega - Apache Medicine Man
- Wyatt Russell - Micul Mickey